# 沃爾察鄉
46°01′N 22°41′E / 46.017°N 22.683°E
沃爾察鄉（羅馬尼亞語：Comuna Vorța, Hunedoara），是羅馬尼亞的鄉份，位於該國西部，由胡內多阿拉縣負責管轄，面積103平方公里，海拔高度356米，2007年人口1,002，人口密度每平方公里10人。